# 伏見バイパス
伏見バイパス（ふしみバイパス）は国道24号の京都市域に建設されたバイパス道路。ここでは、同バイパスの計画と連携して整備された竹田街道改良についても併せて述べる。

## 概要
国道24号の京都市伏見区内のバイパス道路であり、区間は深草加賀屋敷町交差点から観月橋北詰までの2.86キロメートルである。深草加賀屋敷町交差点から北側の竹田街道改良（延長2.5キロメートル）と一体的に勧進橋・観月橋間で整備された。伏見バイパスは、伏見区内市街地を通る幅員狭小で屈曲が多かった旧道を新道に付け替え、交通事情を改善することを目的とした。また、伏見バイパスの計画と連携して、廃止された京都市電伏見線の軌道を撤去するとともに道路の拡幅整備を行う竹田街道の改良が建設省直轄事業として行われた。伏見バイパス・竹田街道改良は1972年（昭和47年）のほぼ同時期に竣工した。
京都市街側からは、鴨川を渡る勧進橋を越えて竹田街道を南下した後、深草加賀屋敷町交差点で竹田街道と分岐し、近鉄京都線の北側を南東に進み、旧道の京町通と交差した後、最上（もがみ）高架橋で京阪電鉄京阪本線を乗り越えて進路を南に変える。その後は御香宮付近で一部JR奈良線に沿って緩くカーブするがそれ以外は直線的に南下し、宇治川を渡る観月橋に至る。

### 路線データ

#### 伏見バイパス
- 延長：2.86 km （京都市伏見区豊後橋町（観月橋） - 京都市伏見区深草泓ノ壺町（竹田街道））[1]
- 構造規格：第4種（平地）
- 設計速度：50 km/h
- 標準幅員：18.00 m

#### 竹田街道
- 延長：2.50 km （京都市伏見区深草泓ノ壺町（伏見バイパス） - 伏見区深草下川原町（勧進橋））[3]
- 構造規格：第4種第1級
- 設計速度：60 km/h
- 標準幅員：22.00 m

## 歴史
- 1956年度（昭和31年度） - 伏見バイパス着工[1]
- 1964年（昭和39年）5月22日 - 伏見バイパス一部供用開始（1.5 km）[4]
- 1965年（昭和40年）8月24日 - 伏見バイパス一部供用開始（0.3 km）[4]
- 1967年（昭和42年）7月20日 - 伏見バイパス一部供用開始（0.3 km）[4]
- 1968年度（昭和43年度） - 竹田街道着工[3]
- 1970年（昭和45年）10月1日 - 伏見バイパス一部供用開始（0.5 km）・旧道を府へ移管（2.3 km）[4]
- 1972年（昭和47年）
  - 2月25日 - 伏見バイパス供用開始（0.3 km）[4]
  - 3月26日 - 竹田街道供用開始（2.5 km）[4]
  - 3月27日 - 伏見バイパス・竹田街道供用に伴い旧道を京都市へ移管（2.9 km）[4]

## 主な交差点
- 上側が起点側、下側が終点側。
- 交差する道路は、府道以上の道路および立体交差をするもしくは立体交差をする計画の道路。

| 交差する道路など                                             | 交差する道路など                                 | 交差する場所  | 交差する場所 | 交差する場所   | 備考 |
| ------------------------------------------------------------ | ------------------------------------------------ | ------------- | ------------ | -------------- | ---- |
| 国道24号・京都府道115号伏見港京都停車場線〈竹田街道〉 勧進橋 |                                                  |               |              |                |      |
| 京都府道201号中山稲荷線                                      | 京都府道201号中山稲荷線                          | 京都市 伏見区 |              | 竹田久保町     |      |
|                                                              | 京都府道68号南インター竹田線                     | 京都市 伏見区 |              | （深草西浦町） |      |
| 名神高速道路                                                 | 名神高速道路                                     | 京都市 伏見区 |              | 竹田出橋       |      |
|                                                              | 京都府道115号伏見港京都停車場線〈竹田街道〉      | 京都市 伏見区 |              | 深草加賀屋敷町 |      |
| 滋賀県道・京都府道35号大津淀線〈京町通〉                     | 滋賀県道・京都府道35号大津淀線〈京町通〉         | 京都市 伏見区 |              | （鑓屋町）     |      |
| 京阪本線                                                     | 京阪本線                                         | 京都市 伏見区 | 最上高架橋   |                |      |
|                                                              | 京都府道・大阪府道79号伏見柳谷高槻線〈大手筋通〉 | 京都市 伏見区 |              | 御香宮前       |      |
| 京都市道188号観月橋横大路線 〈京都外環状線〉                 | 京都府道7号京都宇治線 〈京都外環状線〉           | 京都市 伏見区 | 新観月橋     | 観月橋北詰     |      |
| 国道24号 奈良方面                                            |                                                  |               |              |                |      |